# グリーンマーケティング

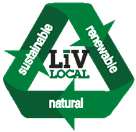
アルコールメーカーによるグリーンマーケティングのラベル

グリーンマーケティング(英: green marketing)は、他の製品より環境への負荷が小さいとみなされた製品のマーケティング活動である。その活動は幅広い範囲に亘っており、製品や製法の変更や、サスティナブルパッケージの導入、あるいは広告の見直しなどが含まれる。しかし、グリーンマーケティングを定義することは簡単ではない。グリーンマーケティングはいくつかの意味で使われており、それらがお互いに重複していたり、相反していたりする。例えば、この用語は、社会、環境、商業の場で、様々な意味に使われている。また、類似した用語に、環境マーケティングやエコロジカルマーケティングがある。
グリーンマーケティングや環境マーケティング、エコロジカルマーケティングは、新たなマーケティングのアプローチの一つとして、現行のマーケティングの考え方や実践を見直したり、調整・強化したりするだけでなく、それらのアプローチに挑戦し、実質的に異なる考え方を提供しようとしている。さらに詳しくは、グリーンマーケティング、環境マーケティング、エコロジカルマーケティングは現在実践されているマーケティングと、より広いマーケティング環境での環境や社会の現実との間に生じている食い違いの解消を目指している。
マーケティングにおける表現には注意が必要である。誤解を招きうる、あるいは誇張された表現は、規制や市民の反発に繋がる。アメリカでは、連邦取引委員会（Federal Trade Commission）が環境マーケティングの表現についてのガイドを提供している。この委員会は2014年5月に、このガイドの全面的な見直しや、それに記されている法的基準についての再調査を行った。

## 歴史
1980年代後半から1990年代初頭にかけて、グリーンマーケティングという用語は使われるようになった。1975年、アメリカ・マーケティング協会（AMA: American Marketing Association）が「エコロジカルマーケティング」に関するワークショップをはじめて開いた。このワークショップの記録が結果としてグリーンマーケティングに関する最初の本の一つとなり、「エコロジカルマーケティング」と題された。
CSR（Corporate Social Responsibility）報告書をはじめたのはアイスクリーム業者のBen & Jerry’sで、その会社の財務報告書には、同社が与える環境影響についてより広い視点が盛り込まれた。1987年に開催された環境と開発に関する世界委員会（World Commission on Environment and Development）によって出された文書では、持続可能な発展を「将来世代のニーズを満たす可能性を損なわずに、現在のニーズを満たすこと」と定義した。これはブルントラント委員会報告書として知られることとなり、日常の活動における持続可能性についての考え方を広げた。グリーンマーケティングの第一波にむけた標石となる二冊の本が、同じ「Green Marketing」というタイトルで出版された。一冊はイギリスで出版されたKen Peattie(1992)で、もう一冊はアメリカで出版されたJacquelyn Ottman(1993)である。Jacquelyn Ottman（著「The New Rules of Green Marketing: Strategies, Tools, and Inspiration for Sustainable Branding」『Greenleaf Publishing and Berrett-Koehler Publishers』2011年1月）によると、企業的立場からは、環境配慮は、製品開発からコミュニケーションに至るすべてのマーケティングの側面に統合されるべきである。グリーンという概念は幅広い側面を有しているので、生産者や流通業者だけでなく、教育者やコミュニティのメンバー、規制者及びNGO団体が新たなステークホルダーに関わることになる。環境問題というのは、本来の消費者ニーズとのバランスにおいて考慮されるべきである。過去10年で、消費者の力を環境の改善に結びつけるのは言うほど簡単ではないということがわかってきた。アメリカをはじめその他の国々で実施されている、いわゆる「グリーンコンシューマー」と呼ばれる運動は、クリティカル・マス、すなわち一般的普及の要となる消費者層にアプローチして、彼らの購買意識を変えることを模索してきた。1980年代後半から行われてきた世論調査の結果は、アメリカやその他の国々の大半の消費者が、環境に配慮した製品や会社を強く支持していることを示しているにもかかわらず、実生活における消費者の環境配慮への努力はうわべだけのものに留まってきた。グリーンマーケティング分野の作家であるJoel Makowerによれば、グリーンマーケティングが抱える課題の一つに、「グリーン」を構成するものについての基準あるいはコンセンサスが欠如しているということが挙げられる。本質的問題として、製品や会社についてグリーンマーケティングの実施に至るには、「どれだけ良ければ十分なのか」についての定義がない。Makowerによると、消費者やマーケター、活動家、規制者、影響力を持つ人によるコンセンサスの欠如が、環境配慮型製品の成長を遅らせている。これは、会社が自身のグリーンに関することの改善にしばしば消極的であり、また消費者が会社の宣伝文句に対しては懐疑的であるからである。これらの課題があるものの、特に気候変動に対する世界的関心の高まりのもとで、グリーンマーケティングに賛同する者が増えてきている。このような関心によって、より多くの企業が、気候影響の削減に対するコミットメントを宣伝することに至った。そしてその効果が、そうした企業の製品やサービスに現れてきている。

## 温室効果ガス削減市場
温室効果ガス削減市場の登場は、ローカルな環境、経済、生活の質（QOL）に関わるプロジェクトも触発する可能性がある。例えば、京都議定書で定められたクリーン開発メカニズム（CDM: Clean Development Mechanism）は、先進国と途上国との取引を可能にするものであって、環境便益をもたらす開発活動への資金移動を実現する枠組みを与える。アメリカは京都議定書に参加していないが、いくつかのUSプログラムによって、自発的手段および規制的手段に基づいた同様の取引が可能となっている。温室効果ガス削減に関する国際的な取引によって、持続可能な発展のための新しい資金源が実質的に確保されることになるが、その一方で多くの小規模プロジェクトや僻地、開発が進んでいない地域はほとんどこの市場に関与できない可能性がある。この市場に参加を促し、便益を広めるためには、いくつかの障壁を乗り越える必要がある。例えば、すでに市場に参加している者にも、まだ参加していない者にも見られる市場に対する認識不足、特殊で多少複雑な参加ルール、並びに、参加によって得られる経済的便益が取引費用で相殺されないように、小規模プロジェクトの参加メカニズムを単純化する必要性などである。それらの障壁に適切に対応できれば、温室効果ガス取引は、人々の暮らしや環境に便益をもたらす活動を支えるという重要な役割を果たすことになる。

## 評価と有効性

### 進行中の議論
こうしたマーケティング・アプローチの評価やその有効性が、熱く議論されている。その支持者たちは、環境への取り組みのアピールは数の上では増えていると主張している。例えば、エネルギースターラベルは、洗濯機、電球、そして超高層建築物や住宅など、38の製品カテゴリーにおいて、今や11,000もの異なる企業のモデルに用いられている。しかしながら、グリーンな製品の数が増えているにもかかわらず、グリーンマーケティングは、商品の主要な売り込み手段としては使われなくなってきている。30年以上もグリーンマーケティングを実践してきた、Guerrilla Marketing Goes Greenの主要な著者であるShel Horowitzは、効果的に市場に売り込むためには、グリーンビジネスでは、以下の3つの異なるタイプの顧客、すなわち、"deep green" "lazy green"そして "nongreen"に、別々のマーケティングを行う必要があると述べている。どのような購買行動を促すプロモーションが必要かはそれぞれで異なっている。例えば、"nongreen"に対する効果的なマーケティングでは、環境配慮よりも商品の優位性の主張が必要である。一方で、Roperの報告書Green Gaugeでは、消費者の高い割合（42％）が、環境配慮型商品は従来の商品と同等の機能を持っていないと感じていることが示されている。これは、1970年代の不幸な消費経験に由来している。その時代の節水用シャワーヘッドの使い心地は悪く、天然洗剤は洗浄能力が低かった。選択できるならば、最も環境配慮意識の高い消費者以外は、アースディであっても、高い値段の皆が知っている"ハッピープラネット"ではなく、合成洗剤を手に取るだろう。しかしながら、最近のレポートは、グリーンな製品にトレンドが向かいつつあることが示している。

### 混乱
今も昔も、グリーンな製品や環境に関するメッセージが一般にみられるようになるにつれて、グリーンマーケターは市場において混乱があることに気付く。Jacquelyn Ottman (J. Ottman Consultingの創設者、"Green Marketing: Opportunity for Innovation."の著者)は「消費者は多くの問題を本当には理解しておらず、そしてそこから多くの混乱が生じている」と指摘している。マーケターはこうした混乱を利用して、故意に誤った、あるいは誇張された「グリーン」な表現を使うことがある。こうした行為は「グリーンウォッシング」として批判される。

#### グリーンウォッシング
主要記事：グリーンウォッシング
企業はグリーンマーケティングの便益を徐々に理解してきたが、それが自社の便益のためなのか、社会的責任としてなのか、その境界線はしばしば曖昧である。「グリーンウォッシング」という用語は、本当の目的は利益の向上にあるにもかかわらず、それを隠して、見かけ上の環境配慮活動を行う全ての産業を指している。グリーンウォッシングの主な目的は、その組織が、必要な手段を講じて、エコロジカルフットプリントの責任ある管理を行っていると消費者に思い込ませることである。実際には、その企業は環境に有益な活動をほとんど行っていないかもしれない。グリーンウォッシングという用語は、環境活動家のJay Westerveldによって初めて用いられた。それは、ホテルの客室に置かれている注意書きで、「環境を守る」ためにタオルを再利用するよう宿泊客に要求したホテル経営者に異議を唱えた時だとされている。ホテル経営者たちが環境への影響を減らすことに関心があることを示唆するものはほとんどなく、彼らがタオルの洗濯の量を減らすことに関心を持つのは、環境よりもむしろコストのことを考えてのことであるように見えると、Westerveldは指摘した。それ以来、グリーンウォッシングは、マーケティングコミュニケーションや持続可能性に関する議論の中心になってきた。それを減らすために、グリーンウォッシング「大賞」ができたり、数多くのキャンペーンや、法律、勧告が出されてきた。

### ベネフィット・コーポレーション
主要記事：ベネフィット・コーポレーション
2012年1月、パタゴニアは、ベネフィット・コーポレーションとして登録された最初のブランドとなった。ベネフィット・コーポレーションは、標準的な企業に対する代案であって、以下のような法的な前提の下で運営される。1）自社の原料調達において、社会的かつ環境的に良い影響を創出する、2）従業員、地域ならびに環境における企業の社会的責任を高く維持し、さらに進める、3）社会や環境に関する企業としての活動と同時に、その到達点が、第三者から公開されている。

### 統計
マーケットリサーチを行うMintel社によると、アメリカ人の約12％は、“True Greens”に分類される。彼らは、いわゆるグリーンプロダクトを求め、日常的に購入する消費者である。他の68％は、”Light Greens”に分類される消費者で、彼らは時々グリーンプロダクトを購入する。「企業の最高マーケティング責任者(CMO)は常に顧客を知る手がかりを探しており、これは得難い大きな大きな大きな手がかりである」とMintel社の調査担当重役であるDavid Lockwoodは言う。「これまで話した企業の重役の誰もが、環境についてある程度根拠に基づいて主張できることは、自社の責任を果たす上で有効に機能すると強く確信している。」

## 受入可能性
1989年時点では、米国人の67％が環境配慮型製品に対して5～10％以上の価格プレミアムを支払う意思を表明していた。
1991年には、環境問題に関心のある消費者の間では、グリーンな製品に対して15～20％以上の価格プレミアムの支払い意思を持つことが示されている。
今日では、米国人の3分の1以上が、グリーンな製品に対して、多少の価格プレミアムを支払うだろうと言っている。
マーケターが直面している重要な課題は、環境にやさしい製品に対して支払意思を有している消費者層を特定することである。
この消費者セグメントのプロファイルについて知識を増やすことはとても有用である。
コミュニケーションの研究者であり、“Diffusion of Innovations”の著者であるEverett Rogersは、次の5つの要素が、社会に新しいアイデアが受け入れられるかどうかを決定づけるのに役立つと主張しており、「グリーン」に移行するという理想も同じである。
1. 相対的優位性：新しい行動が従来の行動よりも多くのメリットをもたらすと、どの程度信じられているか。
2. 可視可能性：新しい行動による成果をどの程度容易に知ることができるか。
3. 試行可能性：個々人が、部分的な取り組みであってもよいので、新しい行動をどの程度容易に試すことができるか。
4. 整合性：新しい行動が従来の行動とどの程度整合的であるか。
5. 複雑性：新しい行動を実行に移すことがどの程度難しいか[26]。

### LOHAS
LOHASは「lifestyles of health and sustainability」（健康と持続可能性を重視する生活様式）のの意味で、現在急速に拡大している財やサービスの市場である。それは環境や社会的責任の意識が高く、購買行動にそれが現れているような消費者にアピールしている。
米国の調査機関The Natural Marketing Institute（以下、NMIと略）によれば、米国におけるLOHAS関連製品・サービス市場は2,090億ドルで、あらゆる消費者セグメントが購入している、と推定されている。
NMIによればLOHASに関して次の5つのセグメントが定義されている：
LOHAS：環境問題についてアクティブな人たちの集まりであり、自分も地球も健康であることに熱心な層である。
彼らはグリーンな製品や社会的責任を有する製品を最もよく購入する消費者であり、早期採用者として他のセグメントに強く影響を与える。
- Naturalites：自分の健康が第一でそれが動機となって行動する層である。彼らは（何年も使用可能な）耐久財よりも、LOHASな消耗品を購入する傾向にある。

- Drifters：必ずしも悪い意味ではないが、（LOHASの財やサービスが）簡便かつ手頃な商品・サービスである場合に時流に乗る層である。彼らは現時点でグリーンな消費行動に積極的に関与している。

- Conventionals：現実主義者であり、状況を改善できると信じられる場合にLOHASを受け入れる層。しかし、主に重視しているのは、自らの財産の増減と、その行動が節約につながるか否かである。

- Unconcerned：環境問題や社会問題について無自覚あるいは無関心である層である。その主な理由は、彼らは毎日の生活を送るのに精一杯であり、そうした問題に対して時間も手段も持ち合わせていないためである。

The distribution of the different types of LOHAS.

## グリーン・マーケティング・ミックス
グリーン・マーケティングミックスは、原則として、次の4つの「P」からなる：
- 製品（Product）：生産者はエコロジカルな製品を提供すべきである。環境を汚染しないだけでなく、環境を守り、既存の環境被害を除去するような製品を提供すべきである。
- 価格（Price）：このような製品は、従来品より少し価格が高いかもしれない。しかし、そのターゲットであるLOHASのような消費者層は、高価格なグリーンな製品をすすんで購入する。
- 流通（Place）：流通管理は非常に重要である；主に重要なのはエコロジカル・パッケージングである。地場の旬の農産物（例えば、地元の農場で採れた野菜）は、輸入された農産物に比べて「グリーン」に流通させるのが容易である。
- プロモーション（Promotion）：市場とのコミュニケーションでは、環境側面に重きを置くべきである。例えば、CP認証を保有していることやISO14001の認証を受けていることを強調すべきである。環境側面の公表は企業のイメージアップとなりうる。また、会社が環境保護にお金を費やしているという事実は宣伝されるべきである。そして、3つ目に、自然環境の保全に資金援助をすることも重要である。最後に付け加えると、エコロジカルな製品は特別な販売促進活動が必要となる[要出典]。

なお、Nedra Kline Weinreichは、上記の4Pに下記の4Pを加えたものをソーシャル・マーケティングのマーケティングミックスとして提案している。
- 一般市民（Publics）：ソーシャル・マーケティングを効果的に行うためには、その相手を知り、複数の集団に対してアピールしなければならない。この「一般市民」は、プログラムの外部及び内部で関わる人々のことを指す。外部の人々は、標的としている対象、二次的な対象、政策立案者、監視者からなる。一方、内部の人々は、プログラムの承認または実施のいずれかに何らかの形で関わっている人である。
- パートナーシップ（Partnership）：社会的な変革を伴う問題のほとんどは、「グリーン」イニシアチブをはじめとして、複雑すぎて一人の人間あるいは一つの集団では扱えない。他の集団やイニシアチブと連携することで、成功する可能性が高まる。
- 方針（Policy）：ソーシャルマーケティングプログラムは、個人が行動を変えるように動機づけることでうまくいく。しかし、長きにわたってその変化をサポートする環境を提供しなければ、それを継続的なものとするのは難しい。しばしば、方針転換が必要である。メディアを通じたサポートプログラムはソーシャル・マーケティングに役立つ。
- 財政管理（Purse Strings）：この戦略的な取り組みにはどれだけの費用がかかるか？誰が取り組みに資金を提供しているか？[28]

グリーン化のレベル（戦略的、準戦略的、戦術的）によって、企業がとるべき行動は必然的に決まる。ある領域の戦略的グリーン化が他の領域でうまくいくかもしれないし、うまくいかないかもしれない。ある企業が、生産工程を根本的に変えることができたからと言って、それを利用し、自社を環境リーダーとして位置付けるとは限らない。つまり、戦略的グリーン化がすべてのマーケティング活動に戦略的に統合されていなくても、その事業領域においては戦略的である。

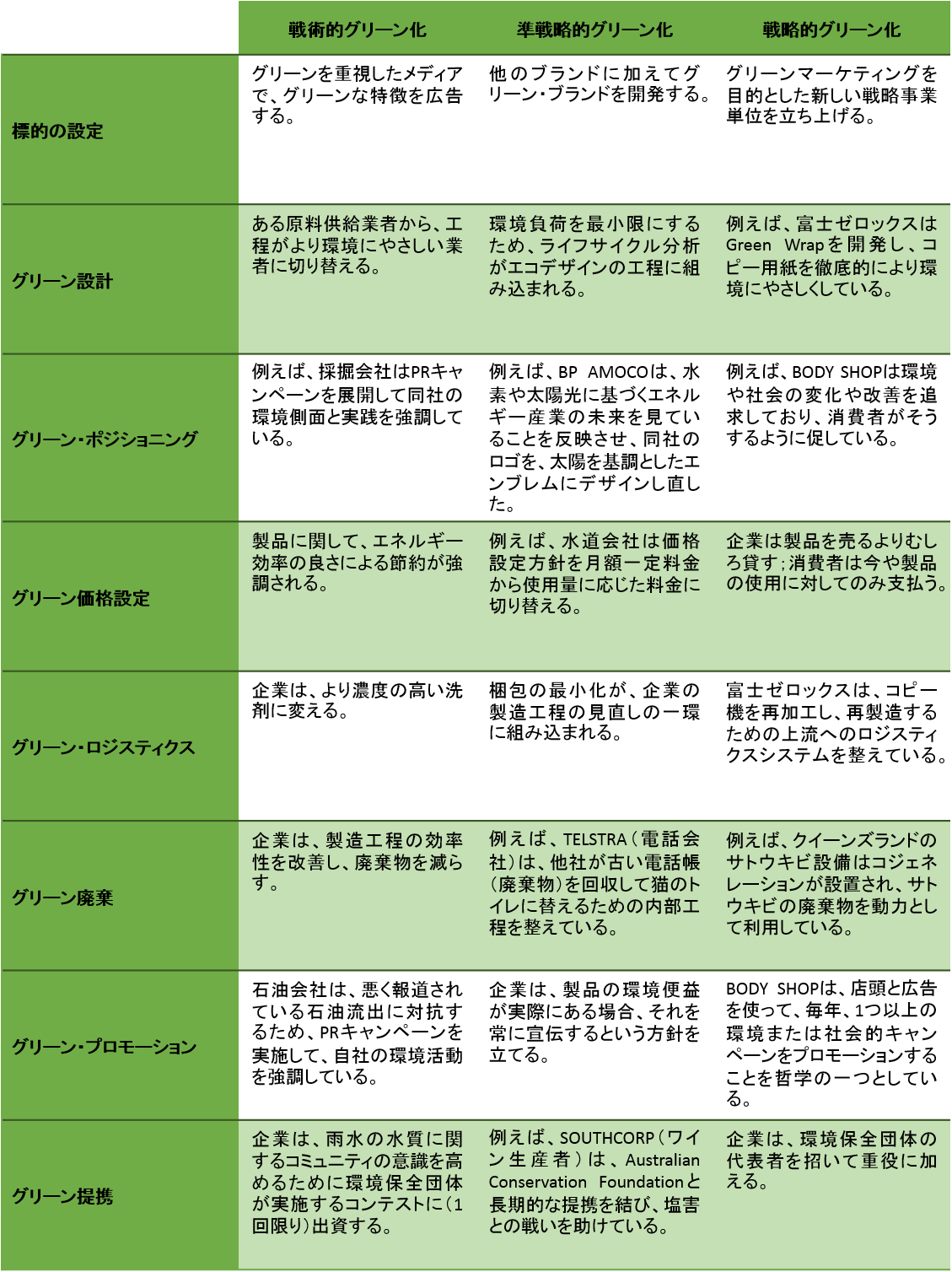
グリーンマーケティング活動

## エコラベル
環境についての表示を信用できないと消費者が受け取った場合、それがかえってブランドを傷つけることがある。反対に、もし消費者がそのような表示を信用した場合、彼らはブランドが示す環境理念に沿った行動をとるだろう。ブランドに対する信頼を広める際に問題となることは、エコロジカルな製品に関心のある消費者の多くが商業広告を信用していないことである。このような懐疑的な態度は、不適切な表現や、広告の意味することを理解してもらうための科学的知識の不足、そして特にいくつかの広告でみられる虚偽や誇張のような様々な要因により生じている。こうした問題の解決するために、第三者機関が提供する環境ラベル制度を利用することもできる。この制度によって、ブランドがもたらす環境便益に関する主張を保証することができる。このような取り組みは製品の環境への便益に対する評価の信頼性を高めることを目指しており、表示の規格化を進めることで、環境表示の知覚バイアスを無くそうとするものであり、そして、こうした取り組みは購買意欲に良い効果をもたらすはずである。

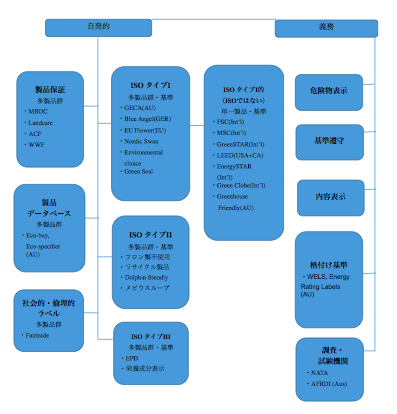
消費者の信用を得るためのエコラベルの分類

## ライフサイクルアセスメント
1980年代後半、ライフサイクルアセスメント（LCA）のような、マーケティング上の意思決定に環境配慮を組み込むための新たな手法が考案された.。ライフサイクルアセスメントは、ある製品がそのライフサイクルを通じて生み出す、主な環境影響のタイプを明らかにするモデルである。LCAはISO14040に沿って開発された。その主要な目標は、廃棄されるまでの製品のエネルギーと環境における経歴を示すことにある。正確な工程評価の作成や、改善の可能性を探る必要性から、LCAを用いることの意義が高まった。それを用いることによって、環境、エネルギー、並びに、経済の効率性、及び、工程全体の効果を向上させることができる。加えて、リサイクル材料を使用することで得られる、環境における優位性を定量化することも、その目的の一つであった。

### LCAの事例
例えば、LCAは建設部門で行われている。建設部門は現在世界のエネルギー消費の40％を占めており、そこで排出されている炭素量は、実質的に運輸部門よりも大きい。過剰にエネルギーを消費する建築物が日々建造されており、そのような非効率的な建築物のうち何百万もの数が短くとも2050年まで存在し続けることになる。そこで、地球のエネルギー・カーボンフットプリントを小さくするために、新たな建造物や現存の建造物におけるエネルギー消費の削減を始める必要がある。建設部門において、そうした関心や、広がり、注目が高まることで、グリーン建築の原則に沿って、環境問題を取り扱うようになった。例えば、パーライト、バーミキュライト、ロックウール、グラスウール、コルク、植物繊維（綿、亜麻、麻、ココナッツ）、木繊維、セルロース、羊毛などの、鉱物や植物、動物由来の原材料が断熱材として使われることがある。

## グリーンマーケティングの事例

### フィリップス社の「マラソン」コンパクト型蛍光ランプ
フィリップス社が独立コンパクト型蛍光ランプとして最初にマーケティングを行ったのはEarth Lightだった。白熱電球が75セントだったのに対して、この製品は15ドルで売り出された。しかしこの製品は極端なグリーン・ニッチ市場から抜け出すことが困難であった。そこでフィリップスはこの製品を「マラソン」として再投入し、「超長寿命」製品のカテゴリーで新たなポジショニングを行い、5年の寿命で26ドルのエネルギー費用を節約できることを強調した。最終的に、光熱費の値上げや電力不足に消費者が敏感になり始めていただけでなく、アメリカ環境省のエネルギースターというラベルで信用を付加したことで、幾分軟調な市場にあって売上は12％の伸びを示した。

### カーシェアリングサービス
カーシェアリングサービスは、燃料の節約、交通渋滞や駐車場不足を減らすという消費者ニーズに対して長期的に応えようとしたものである。また、それはオープンスペースの増加や温室効果ガスの削減といった環境便益も生み出す。このサービスは自動車の「タイムシェアリング」システムと考えることができるかもしれない。一年で7,500マイル未満しか運転しない消費者や、仕事で自動車を必要としない消費者は、数多く現れてきたこうしたサービスのひとつを利用することで、毎年数千ドルを節約することができる。このサービスには、例えば、東海岸のZipcarやシカゴのI-GO Car、ミネソタ州のHour Carがある。

### 電子機器部門
家庭用電化製品部門では、グリーンマーケティングによって新規顧客を引きつける余地がある。この例のひとつはHP社で、2010年までに同社の世界中でのエネルギー使用を20％削減すると約束した。2005年度比におけるこの削減を実現させるために、ヒューレット・パッカード社はエネルギー効率の良い製品やサービスを提供し、世界中の自社施設でエネルギー効率の良い操業を開始する計画を発表した。

### 製品とサービス
現在企業は、より環境に配慮した選択肢を顧客に提供している。例えばリサイクル製品は、環境に便益を生むことができる最も一般的な選択肢のひとつである。こうした便益を生むものには、持続可能な森林管理、大気清浄、エネルギー効率、水質保全、そして健康に良いオフィス環境等がある。一例として、オフィス用品の通販会社であるShoplet社は、任意の商品の代わりに、よりグリーンな同様の商品を選択するためのウェブツールを提供している。

### ニューデリーにおける圧縮天然ガスの導入
インドの首都であるニューデリーは、インドの最高裁判所が代替燃料への転換を強制するまで急速に汚染されつつあった。2002年、汚染を抑制するために、すべての公共交通機関で圧縮天然ガス（CNG）の使用を徹底させる指令が出された。